# Lukohořany
Lukohořany, dříve také Lúkohořany nebo Loukořany, jsou malá vesnice, část obce Děčany v okrese Litoměřice. Nachází se asi dva kilometry východně od Děčan. Lukohořany jsou také název katastrálního území o rozloze 2,03 km². Vesnicí protéká Kuzovský potok.

## Historie
První písemná zmínka o Lukohořanech pochází z roku 1237, kdy byl majitelem vesnice zeman Přibyslav z Lukohořan. Tato zmínka je zároveň považována za jeden z nejstarších dokladů výskytu hlásky ř v češtině. Jiný Přibík, kterému vesnice patřila v polovině čtrnáctého století, uzavřel roku 1359 spolek s Karlem z Duban, který také Lukohořany po Přibíkově smrti zdědil a roku 1364 je prodal. Z dalších majitelů je v lounských knihách uveden roku 1384 Lidéř a na začátku patnáctého století Petr. Po Petrovi následoval Václav Farsa z Kralovic uváděný v letech 1411–1415. V jeho části vesnice stála tvrz, ale druhý díl patřil ke Košťálovu. Poslední Václavův potomek Jan Čelechovec z Kralovic vesnici s pustou tvrzí a dvorem roku 1548 prodal Albrechtu Kaplířovi ze Sulevic. Ten vesnici připojil k třebívlickému panství a lukohořanskou tvrz nechal obnovit. Ta při dělení majetku Albrechtových synů roku 1556 připadla Petrovi. V roce 1583 Lukohořany vlastnil Vilém Kaplíř ze Sulevic, který je připojil k Želevicím. Roku 1593 se Želevice i Lukohořany staly součástí libochovického panství. Od zavedení obecního zřízení v polovině 19. století do roku 1960 byly Lukohořany samostatnou obcí.

## Obyvatelstvo
|                                                                 | 1869 | 1880 | 1890 | 1900 | 1910 | 1921 | 1930 | 1950 | 1961 | 1970 | 1980 | 1991 | 2001 | 2011 |
| --------------------------------------------------------------- | ---- | ---- | ---- | ---- | ---- | ---- | ---- | ---- | ---- | ---- | ---- | ---- | ---- | ---- |
| Obyvatelé                                                       | 115  | 130  | 124  | 135  | 132  | 114  | 131  | 74   | 64   | 49   | 47   | 35   | 29   | 30   |
| Domy                                                            | 24   | 23   | 23   | 26   | 26   | 26   | 29   | 30   | .    | 17   | 18   | 26   | 24   | 24   |
| Počet domů z roku 1961 je zahrnut v domech místní části Děčany. |      |      |      |      |      |      |      |      |      |      |      |      |      |      |

## Pamětihodnosti
- Kaple Anděla Strážce